# Mounichies
Les Mounichies du grec ancien  Μουνιχία étaient une fête religieuse qui se déroulaient en Attique en l’honneur de la déesse Artémis Munichia, dont le temple se trouvait sur la colline homonyme au Pirée. Elle servit aussi à commémorer la bataille de Salamine. Les Mounichies avaient lieu le 16 du mois de Mounichion (printemps). Il y avait des sacrifices et une procession au cours de laquelle on offrait à la déesse des gâteaux surmontées de petites bougies. Les jeunes filles étaient déguisées en ours comme lors des fêtes d’Artémis se déroulant au sanctuaire de Brauron.